# Équipe cycliste Bourgogne-Pro Dialog
L'équipe cycliste Bourgogne-Pro Dialog, anciennement appelée ASPTT Dijon-Bourgogne et Bourgogne Cyclisme Féminin était une équipe cycliste féminine française. Elle est d'abord amateur de 2008 à 2010, par la suite elle devient professionnelle. L'équipe cesse d'exister fin 2013.

## Histoire de l'équipe
L'équipe Bourgogne Cyclisme Féminin est créée en 2008 par Sylvie Gaillon. Megan Guarnier en fait partie en 2009.
Fin 2010, l'équipe Bourgogne cyclisme postule pour devenir DN Nationale. L'ASPTT Dijon met à disposition de la structure féminine un véhicule. L'équipe est aidée par la fondation Bosch, le Crédit mutuel et le conseil régional de Bourgogne. L'équipe n'a alors pas pour objectif d'accéder au statut d'équipe UCI, ses objectifs étant nationaux.
En 2012, l'effectif de l'équipe s'internationalise. L'équipe recrute la Belge  Alexandra Tondeur, la Britannique Claire Thomas et les Néo-Zélandaises  Emma Crum et Genevieve Whitson. Magdalena de Saint-Jean rejoint également l'équipe.
En 2013, l'équipe change de nom et devient Bourgogne - Pro dialog et se sépare de l'ASPTT Dijon. Le budget de l'équipe  s'élève au moins à 120 000 euros conformément aux réglementations UCI. L'encadrement est renouvelé, tout comme l'effectif, seule Oriane Niay continue avec l'équipe, la plupart des autres coureuses arrêtant le cyclisme. Iris Sachet, championne de France junior 2012, rejoint l'équipe en 2013. Mélanie Pette, championne de France UFOLEP du contre-la-montre, rejoint aussi l'effectif. L'équipe a son siège au domicile de Sylvie Gaillon.
En octobre 2013, Sylvie Gaillon annonce que l'équipe s'arrête à la fin de la saison 2013.

## Classements UCI
Ce tableau présente les places de l'équipe au classement de l'Union cycliste internationale en fin de saison, ainsi que la meilleure cycliste au classement individuel de chaque saison.
| Année | Classement par équipes | Meilleure coureuse au classement individuel |
| 2011  | 28e                    | Joanne Duval (356e)                         |
| 2012  | 33e                    | Alexia Muffat (280e)                        |
| 2013  | 28e                    | Élise Delzenne (88e)                        |

L'équipe ne participe par à la Coupe du monde de manière régulière.

## Saison 2011

### Effectif
| Coureur               | Date de naissance | Nationalité | Équipe 2010 |
| --------------------- | ----------------- | ----------- | ----------- |
| Aurélie Bramante      | 10 mai 1984       | France      |             |
| Alessia Bugeia        | 23 septembre 1987 | France      |             |
| Joanne Duval          | 27 octobre 1988   | France      |             |
| Mélanie Ferrand       | 27 février 1991   | France      |             |
| Roxane Fournier       | 7 novembre 1991   | France      |             |
| Sylvie Gaillon        | 17 août 1972      | France      |             |
| Jessica Livet         | 4 octobre 1992    | France      |             |
| Cathy Moncassin-Prime | 3 juin 1977       | France      |             |
| Flavie Montusclat     | 15 février 1991   | France      |             |
| Alexia Muffat         | 15 novembre 1992  | France      |             |
| Margot Ortega         | 20 février 1990   | France      |             |
| Eléonore Saraiva      | 28 février 1991   | France      |             |
| Béatrice Thomas       | 7 juillet 1981    | France      |             |

### Encadrement
Le manager de l'équipe est Philippe Grandjean, son assistant est Sébastien Bailly.

### Objectifs
La coupe de France est l'objectif de la saison 2011.

### Déroulement de la saison
Dans l'épreuve de Coupe de France de Pujols, Béatrice Thomas termine troisième. Sur la manche dans l'Ain, Alexia Muffat est deuxième.

## Saison 2012

### Effectif
| Coureur                 | Date de naissance | Nationalité      | Équipe 2011 |
| ----------------------- | ----------------- | ---------------- | ----------- |
| Aurélie Bramante        | 10 mai 1984       | France           |             |
| Emma Crum               | 28 janvier 1989   | Nouvelle-Zélande |             |
| Magdalena de Saint-Jean | 17 janvier 1970   | France           |             |
| Joanne Duval            | 27 octobre 1988   | France           |             |
| Lisa Fabien             | 28 septembre 1993 | France           |             |
| Sylvie Gaillon          | 17 août 1972      | France           |             |
| Alexia Muffat           | 15 novembre 1992  | France           |             |
| Oriane Niay             | 29 septembre 1989 | France           |             |
| Céline Ondet            | 18 juin 1991      | France           |             |
| Béatrice Thomas         | 7 juillet 1981    | France           |             |
| Claire Thomas           | 9 décembre 1972   | Royaume-Uni      |             |
| Alexandra Tondeur       | 20 mars 1987      | Belgique         |             |
| Genevieve Whitson       | 9 mai 1980        | Nouvelle-Zélande |             |

### Encadrement
Philippe Grandjean reste manager de l'équipe mais son assistant devient Thierry Muraour.	

### Objectifs
Les objectifs de la saison 2012 sont les épreuves de coupe de France et les championnats de France.

### Déroulement de la saison
L'équipe son stage de début de saison en Espagne à Rosas,.
L'équipe ne termine sur aucun podium de la coupe de France.

## Saison 2013

### Objectifs
Les championnats de France et les épreuves de Coupe de France sont les principaux objectifs de la saison 2013.

### Effectif
| Coureur        | Date de naissance | Nationalité | Équipe 2012        |
| -------------- | ----------------- | ----------- | ------------------ |
| Marion Azam    | 13 octobre 1991   | France      | Vienne-Futuroscope |
| Laurie Berthon | 26 août 1991      | France      |                    |
| Élise Delzenne | 28 janvier 1989   | France      | Amateur            |
| Fleur Faure    | 12 août 1993      | France      |                    |
| Roxana Islas   | 23 avril 1982     | Mexique     |                    |
| Oriane Niay    | 29 septembre 1989 | France      |                    |
| Lucie Pader    | 21 décembre 1992  | France      | GSD Gestion        |
| Mélanie Pette  | 27 août 1987      | France      |                    |
| Iris Sachet    | 29 mai 1994       | France      |                    |
| Marion Sicot   | 24 juin 1992      | France      |                    |

### Encadrement
Le directeur sportif de l'équipe est Anthony Malenfant et son adjoint Christian Greliche. La directrice de l'équipe est Sylvie Gaillon. L'entraîneur de l'équipe est Jean-Pierre Demenois, le mécanicien Valentin Malenfant et la kinésithérapeute Laura Weislo.

### Déroulement de la saison
L'équipe effectue un stage en Espagne.
Laurie Berthon commence l'année avec une victoire aux Championnats de France de cyclisme sur piste 2013 en Omnium à Roubaix, Élise Delzenne est troisième. Elle gagne également l'épreuve du scratch.
Au Cholet-Pays de Loire féminin, première épreuve de la coupe de France. Au grand prix de Pujols, épreuve de coupe de France, Élise Delzenne termine quatrième.
Sur la troisième épreuve, dans l'Ain, elle est quatrième et Lucie Pader cinquième. À Plumelec, Élise Delzenne se classe sixième. Sur la quatrième épreuve : la Classic féminine Vienne Poitou-Charentes, Marion Sicot est cinquième. Élise Delzenne est finalement troisième du classement général de la Coupe de France.
Au Grand Prix Elsy Jacobs, autre épreuve internationale, Élise Delzenne prend la septième place du général. Surtout, en juin, elle remporte le  Championnats de France de cyclisme sur route 2013 en s'adjugeant le sprint du groupe de tête à Lannilis. Elle y avait une nouvelle fois pris la quatrième place lors du contre-la-montre.
Élise Delzenne est sélectionnée par l'équipe de France pour les Championnats du monde sur route à Florence.

### Victoires
| Date      | Pays | Course                            | Vainqueur      |
| --------- | ---- | --------------------------------- | -------------- |
| 2 février |      | Championnat de France de l'omnium | Laurie Berthon |
| 2 février |      | Championnat de France du scratch  | Laurie Berthon |
| 22 juin   |      | Championnat de France sur route   | Élise Delzenne |